# Herbe aromatique
Cet article court présente un sujet plus développé dans : plante aromatique et épice.

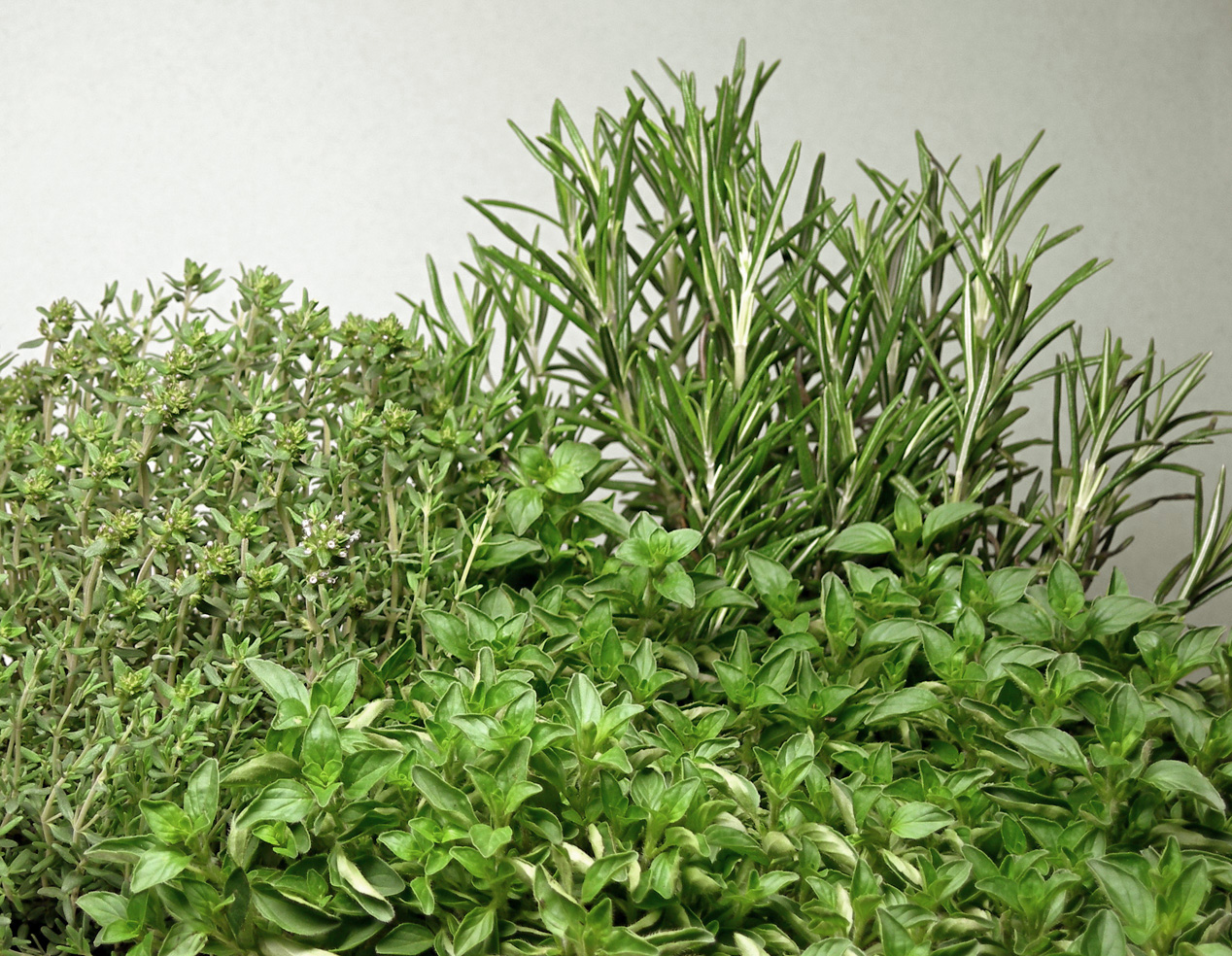
Herbes aromatiques typiques : thym, origan et romarin.

Une herbe aromatique, herbe culinaire, ou herbe condimentaire est une plante herbacée généralement de taille modeste dont les feuilles ou les sommités entières sont utilisées en cuisine pour assaisonner les mets ou parfumer les boissons.
Le terme se confond avec celui d'épice, qui désigne plutôt les plantes dont les autres parties que les feuilles (graines, fruits, racines, écorce, etc.) servent au même but. Les herbes aromatiques sont souvent consommées fraîches et entières, alors que les épices sont majoritairement séchées et broyées ou moulues. La plupart des herbes aromatiques sont par ailleurs des aromates, notion plus large de substance végétale odoriférante. Enfin, le nom de « fines herbes » est presque synonyme bien qu'il désigne plus précisément les herbes potagères et s'emploie en référence à un mélange déterminé de celles-ci.
Ces distinctions sont néanmoins subtiles et variables en fonction des usages et des auteurs. Une même plante peut aussi être considérée diversement selon les parties utilisées et l'utilisation qui en est faite. Ainsi, les graines de coriandre sont une épice, alors que ses feuilles sont une herbe aromatique. Certaines plantes à épices sont consommées pour leurs feuilles (laurier, murraya, etc.) sans être pour autant des herbes aromatiques. Les alliacées (ail, oignon, échalote, etc.) dont on utilise le bulbe, c'est-à-dire les feuilles tubérisées, sont diversement classées parmi les herbes aromatiques, les aromates, les épices ou même les légumes.

## Classification
Le codex Alimentarius, un programme commun de l'Organisation des Nations unies pour l'alimentation et l'agriculture (FAO) et de l'Organisation mondiale de la santé (OMS), définit un groupe des herbes condimentaire : « Les herbes condimentaires sont des feuilles, fleurs, tiges et racines provenant d’une variété de plantes (herbacées), utilisées en quantités relativement petites comme condiments pour aromatiser les aliments et boissons. Elles sont utilisées sous leur forme fraîche ou séchées naturellement. »
Le groupe est divisé en trois sous-groupes :
- herbes (plantes herbacées) ;
- feuilles de plantes ligneuses (feuilles d’arbustes et d’arbres) ;
- fleurs comestibles.